# Poilley (Manche)
Cet article concerne la commune de Poilley dans la Manche. Pour la commune homonyme d'Ille-et-Vilaine, voir Poilley (Ille-et-Vilaine).
Poilley [pɔjɛ] est une commune française, située dans le département de la Manche en région Normandie, peuplée de 968 habitants.

## Géographie
| Saint-Quentin-sur-le-Homme, Pontaubault | Saint-Quentin-sur-le-Homme | Saint-Quentin-sur-le-Homme                  |
| Juilley                                 | Poilley                    | Ducey-Les Chéris                            |
| Juilley                                 | Saint-Aubin-de-Terregatte  | Ducey-Les Chéris, Saint-Aubin-de-Terregatte |

### Hydrographie
La commune est située dans le bassin Seine-Normandie. Elle est drainée par la Sélune, le Beuvron, un bras de la Sélune, le cours d'eau 01 de la commune de Poiley, le cours d'eau 01 de Lentille et divers autres petits cours d'eau,.
La Sélune, d'une longueur de 85 km, prend sa source dans la commune de Saint-Cyr-du-Bailleul et se jette  dans la Sée en limite de Courtils et de Vains, après avoir traversé 15 communes. Les caractéristiques hydrologiques de la Sélune sont données par la station hydrologique située sur la commune de Ducey-Les Chéris. Le débit moyen mensuel est de 11,1 m3/s. Le débit moyen journalier maximum est de 89,4 m3/s, atteint lors de la crue du 26 janvier 1995. Le débit instantané maximal est quant à lui de 94,5 m3/s, atteint le 28 janvier 1995.

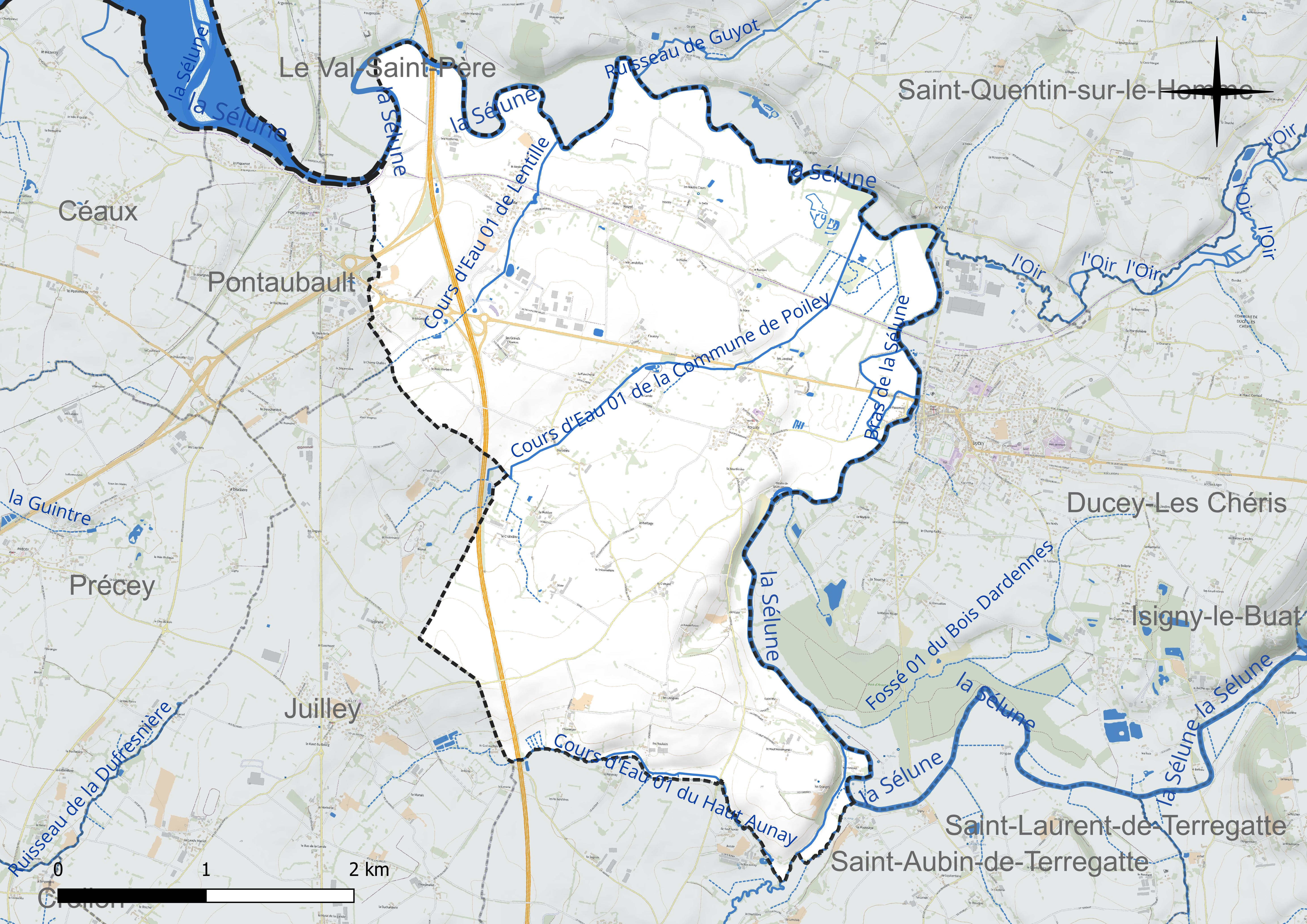
Réseau hydrographique de Poilley.

Le Beuvron, d'une longueur de 31 km, prend sa source dans la commune de Parigné et se jette  dans la Sélune à Ducey-Les Chéris, après avoir traversé onze communes. Les caractéristiques hydrologiques du Beuvronsur la commune de Saint-Senier-de-Beuvron. Le débit moyen mensuel est de 1,18 m3/s. Le débit moyen journalier maximum est de 10,5 m3/s, atteint lors de la crue du 25 mars 2001. Le débit instantané maximal est quant à lui de 21,9 m3/s, atteint le 27 juillet 2013.

### Climat
Pour des articles plus généraux, voir Climat de la Normandie et Climat de la Manche.
En 2010, le climat de la commune est de type climat océanique franc, selon une étude du CNRS s'appuyant sur une série de données couvrant la période 1971-2000. En 2020, Météo-France publie une typologie des climats de la France métropolitaine dans laquelle la commune est exposée à un climat océanique et est dans la région climatique  Bretagne orientale et méridionale, Pays nantais, Vendée, caractérisée par une faible pluviométrie en été et une bonne insolation. Parallèlement le GIEC normand, un groupe régional d’experts sur le climat, différencie quant à lui, dans une étude de 2020, trois grands types de climats pour la région Normandie, nuancés à une échelle plus fine par les facteurs géographiques locaux. La commune est, selon ce zonage, exposée à un « climat maritime », correspondant au Cotentin et à l'ouest du département de la Manche, frais, humide et pluvieux, où les contrastes pluviométrique et thermique sont parfois très prononcés en quelques kilomètres quand le relief est marqué.
Pour la période 1971-2000, la température annuelle moyenne est de 11,3 °C, avec une amplitude thermique annuelle de 11,9 °C. Le cumul annuel moyen de précipitations est de 762 mm, avec 13 jours de précipitations en janvier et 7,7 jours en juillet. Pour la période 1991-2020, la température moyenne annuelle observée sur la station météorologique la plus proche, située sur la commune de Pontorson à 16 km à vol d'oiseau, est de 11,9 °C et le cumul annuel moyen de précipitations est de 821,3 mm,. Pour l'avenir, les paramètres climatiques de la commune estimés pour 2050 selon différents scénarios d’émission de gaz à effet de serre sont consultables sur un site dédié publié par Météo-France en novembre 2022.

## Urbanisme

### Typologie
Au 1er janvier 2024, Poilley est catégorisée commune rurale à habitat dispersé, selon la nouvelle grille communale de densité à sept niveaux définie par l'Insee en 2022.
Elle est située hors unité urbaine. Par ailleurs la commune fait partie de l'aire d'attraction d'Avranches, dont elle est une commune de la couronne,. Cette aire, qui regroupe 32 communes, est catégorisée dans les aires de moins de 50 000 habitants,.
La commune, bordée par l'estuaire de la Sélune, est également une commune littorale au sens de la loi du 3 janvier 1986, dite loi littoral. Des dispositions spécifiques d’urbanisme s’y appliquent dès lors afin de préserver les espaces naturels, les sites, les paysages et l’équilibre écologique du littoral, tel le principe d'inconstructibilité, en dehors des espaces urbanisés, sur la bande littorale des 100 mètres, ou plus si le plan local d’urbanisme le prévoit.

### Occupation des sols
L'occupation des sols de la commune, telle qu'elle ressort de la base de données européenne d’occupation biophysique des sols Corine Land Cover (CLC), est marquée par l'importance des territoires agricoles (92,8 % en 2018), en diminution par rapport à 1990 (99,2 %). La répartition détaillée en 2018 est la suivante : prairies (39 %), terres arables (30,1 %), zones agricoles hétérogènes (23,7 %), zones urbanisées (4,5 %), zones industrielles ou commerciales et réseaux de communication (2,7 %). L'évolution de l’occupation des sols de la commune et de ses infrastructures peut être observée sur les différentes représentations cartographiques du territoire : la carte de Cassini (XVIIIe siècle), la carte d'état-major (1820-1866) et les cartes ou photos aériennes de l'IGN pour la période actuelle (1950 à aujourd'hui).

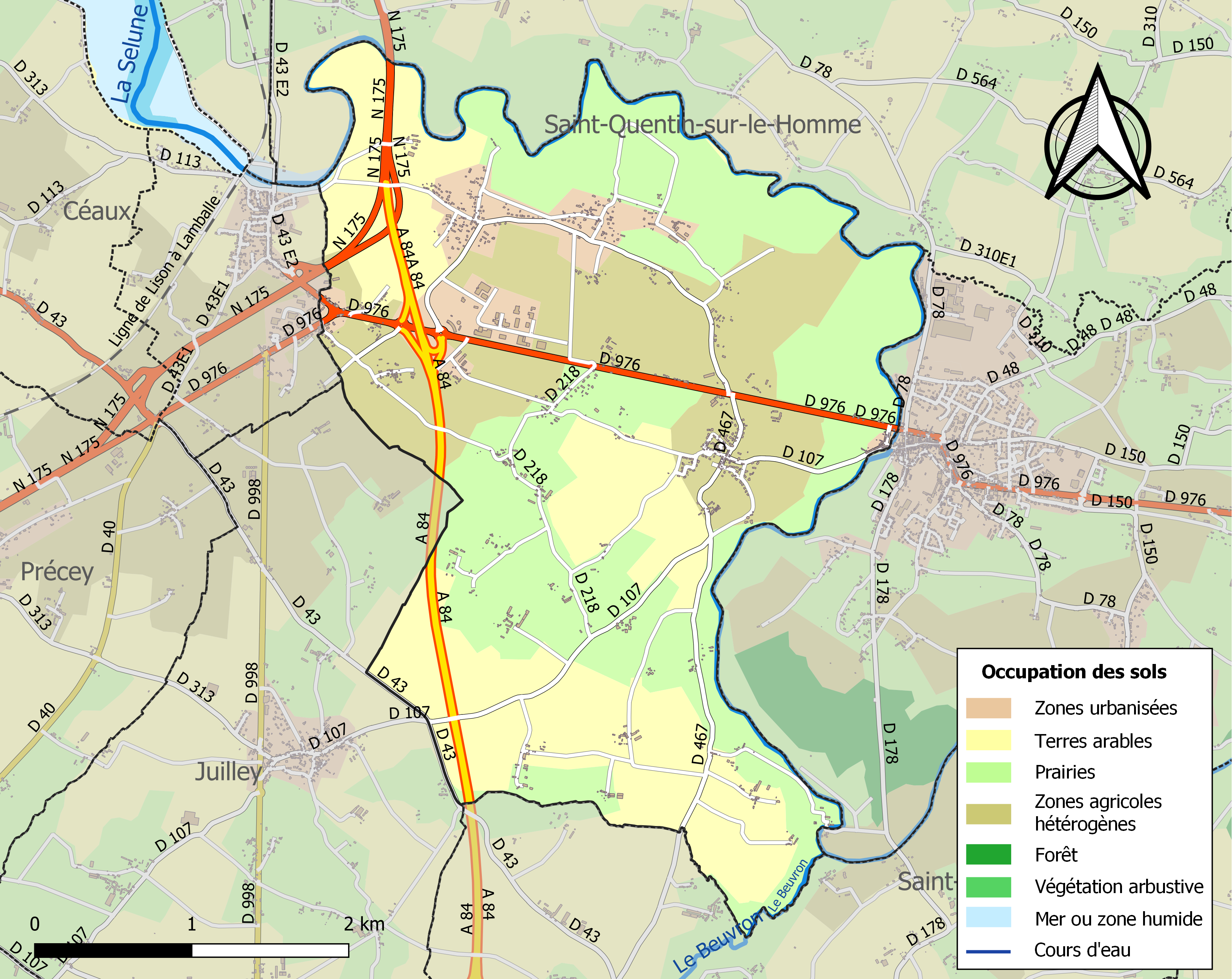
Carte des infrastructures et de l'occupation des sols de la commune en 2018 (CLC).

## Toponymie
Le nom de la localité est attesté sous les formes de Pollei entre 1120 et 1123, de Polleo en 1160, Polleio ou Poilleio au XIIe siècle.
Le gentilé est Polucéens.

## Histoire
Au XIIe siècle la paroisse a pour seigneur Rualem du Homme, également seigneur de Précey.

## Politique et administration
| Période                                                                                | Période               | Identité                       | Étiquette | Qualité                                 |
| -------------------------------------------------------------------------------------- | --------------------- | ------------------------------ | --------- | --------------------------------------- |
| 1790                                                                                   |                       | Pierre Pinot-Bodinais          |           |                                         |
| …1792                                                                                  | 1798                  | François Gallien               |           |                                         |
| 1795                                                                                   | 1800                  | Gervais Sauvé                  |           | Président de l'administration cantonale |
| 1898                                                                                   | 1800                  | Gilles Yger                    |           | Agent municipal                         |
| 1800                                                                                   | 1800                  | Jean-Baptiste Gilbert          |           | Maire provisoire                        |
| 1800                                                                                   | 1807                  | Pierre Augustin Pinot-Bodinais |           |                                         |
| 1808                                                                                   | 1808                  | Louis Calé                     |           |                                         |
| 1808                                                                                   | 1821                  | Louis Colet                    |           |                                         |
| 1821                                                                                   | 1830 (démissionnaire) | Jean René Pinot-Bodinais       |           |                                         |
| 1830                                                                                   | 1848                  | Jacques Godin                  |           |                                         |
| 1848                                                                                   | 1850                  | Hilaire Tabourel               |           |                                         |
| 1850                                                                                   | 1869                  | Jacques Godin                  |           |                                         |
| 1869                                                                                   | 1871                  | Hippolyte Pinot-Bodinais       |           |                                         |
| 1871                                                                                   | 1877                  | François Dupont                |           | Cultivateur                             |
| 1877                                                                                   | 1881                  | Guillaume Morin                |           | Instituteur                             |
| 1881                                                                                   | 1882                  | Louis Colin                    |           | Expert géomètre                         |
| 1882                                                                                   | 1884                  | François Dupont                |           |                                         |
| 1884                                                                                   | 1900                  | Louis Nicolas Morin            |           | Minotier                                |
| 1901                                                                                   | 1926                  | Pierre Dumont                  |           | Propriétaire, homme d’affaires          |
| 1926                                                                                   | 1953                  | Louis Coquelin                 |           | Cultivateur                             |
| 1953                                                                                   | 1959                  | Francis Berthelot              |           | Cultivateur                             |
| 1959                                                                                   | 1983                  | Jean Gavard                    |           | Cultivateur                             |
| 1983                                                                                   | 1995                  | Bénoni Rault                   |           | Agriculteur                             |
| 1995                                                                                   | 26 Mai 2020           | Michel Gérard                  |           | Retraité, France Télécom                |
| 26 Mai 2020                                                                            | En cours              | Pierre-Michel Viel             |           | Agriculteur                             |
| Une partie des données est issue d'une liste établi par Jean Pouëssel et J.P. Gazengel |                       |                                |           |                                         |

## Démographie
L'évolution du nombre d'habitants est connue à travers les recensements de la population effectués dans la commune depuis 1793. Pour les communes de moins de 10 000 habitants, une enquête de recensement portant sur toute la population est réalisée tous les cinq ans, les populations de référence des années intermédiaires étant quant à elles estimées par interpolation ou extrapolation. Pour la commune, le premier recensement exhaustif entrant dans le cadre du nouveau dispositif a été réalisé en 2005.
En 2022, la commune comptait 968 habitants, en évolution de +9,01 % par rapport à 2016 (Manche : −0,31 %, France hors Mayotte : +2,11 %).
| 1793  | 1800  | 1806  | 1821  | 1831  | 1836  | 1841  | 1846  | 1851  |
| ----- | ----- | ----- | ----- | ----- | ----- | ----- | ----- | ----- |
| 1 165 | 1 017 | 1 111 | 1 169 | 1 212 | 1 167 | 1 187 | 1 120 | 1 126 |

| 1856  | 1861  | 1866  | 1872 | 1876 | 1881 | 1886 | 1891  | 1896 |
| ----- | ----- | ----- | ---- | ---- | ---- | ---- | ----- | ---- |
| 1 107 | 1 066 | 1 033 | 950  | 945  | 916  | 841  | 1 003 | 775  |

| 1901 | 1906 | 1911 | 1921 | 1926 | 1931 | 1936 | 1946 | 1954 |
| ---- | ---- | ---- | ---- | ---- | ---- | ---- | ---- | ---- |
| 771  | 810  | 812  | 714  | 710  | 701  | 703  | 771  | 718  |

| 1962 | 1968 | 1975 | 1982 | 1990 | 1999 | 2005 | 2006 | 2010 |
| ---- | ---- | ---- | ---- | ---- | ---- | ---- | ---- | ---- |
| 716  | 644  | 663  | 612  | 663  | 666  | 744  | 754  | 869  |

| 2015 | 2020 | 2022 | - | - | - | - | - | - |
| ---- | ---- | ---- | - | - | - | - | - | - |
| 891  | 942  | 968  | - | - | - | - | - | - |

## Économie
À Poilley se trouve le siège de RemadeGroup, entreprise spécialisée dans le reconditionnement de smartphones. Elle emploie sur place environ 500 personnes.

## Lieux et monuments

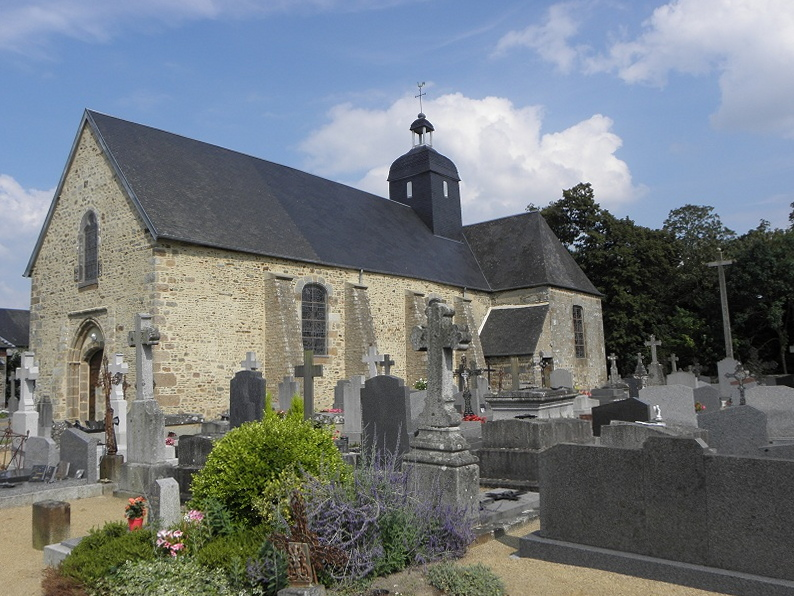
L'église paroissiale Saint-Martin.

- Fontaine Saint-Ortaire au lieu-dit Hermy.
- Ancienne abbaye augustinienne Notre-Dame de Montmorel, fondée en 1160 par Ruallen du Homme et/ou Jean de Subligny et protégée par Richard Cœur de Lion en 1195. Détruite pendant les guerres de Religion, elle est reconstruite en 1602, et vendue comme bien national en 1791. Les vestiges privés sont classés au titre des monuments historiques en 1980 et 2007[33].
- Vieux pont. L'édifice qui enjambe la Sélune et marque la limite avec la commune de Ducey, et qui remonte à 1613 est inscrit depuis 1975 aux monuments historiques[34]. Il remplace un pont en bois plus ancien qui se situait sur la route Paris-Granville où transitait le sel et le poisson et lieu de passage des pèlerins du Mont-Saint-Michel.
- Le Pavement, ancienne maison au change, près du vieux pont.
- Manoir de la Breudière (XVIe siècle).
- Église Saint-Martin (XIIIe, XVIe – XVIIIe siècles) avec fenêtres du chœur du XVe et dont une partie de son mobilier, dont des bas-reliefs, provient de l'abbaye de Montmorel. Elle abrite un retable de la Passion et de la Résurrection du XVe siècle[35], des fonts baptismaux du XVIe et neuf œuvres classés au titre objet aux monuments historiques dont une Vierge à l'Enfant du XVe[36].
- Ancien moulin de Quincampoix.
- Voie verte : passage de la Véloscénie près du Mont-Saint-Michel[37].

## Personnalités liées à la commune

### Naissances
- Jean Vitel, né en 1560 au village de lentilles, écrivain et poète.
- Jean Maufras, sieur du Châtellier (1692-1764), ancêtre des historiens et archéologues Armand René et Paul Maufras du Châtellier.
- Claude Rault (né en 1940), évêque de Laghouat-Ghardaia (Algérie).
- Marcel Gauchet (né en 1946), philosophe et historien.